# Centenário Esporte Clube
O Centenário Esporte Clube é um clube brasileiro de futebol, sediado na cidade de Parelhas, no estado do Rio Grande do Norte. Suas cores são azul e branco.

## Historia
Nos anos 80, a cidade de Parelhas era bastante conhecida pelos desportistas da região devido a supremacia futebolística do Centenário, "papão" de títulos no futebol de campo, chegando a conquistar um tricampeonato entre 1988 e 1990.
Em 2010 o clube disputou a Segunda divisão em parceria com o Vênus Futebol Clube, utilizando o seu CNPJ e a denominação de Vênus FC – Centenário de Parelhas. No ano seguinte, já com CNPJ próprio, o clube volta a disputar a Segunda divisão, terminando com o vice-campeonato, não conquistando o acesso.
Em 2017 o clube ensaia uma volta, mas ela acontece de fato apenas no primeiro semestre de 2019, quando a equipe filiou-se a Federação Norte-rio-grandense de Futebol, e anunciou a sua volta à segunda divisão potiguar no segundo semestre do mesmo ano. Na competição o Azulão é eliminado nas semifinais diante do Força e Luz.

## Desempenho em Competições

### Campeonato Potiguar - 2ª divisão
| Ano  | Posição                       |
| 2010 | 5º (Jogando como Vênus E.C.)" |
| 2011 | 2º Centenário Esporte Clube   |
| 2019 | 3° Centenário Esporte Clube   |

## Jogadores Ilustres
| - Canteiro - Didi - Didi Potiguar - Elian |  | - Evilásio - Hermes - Junior Potiguar - Luiz Eduardo |